# Arrondissement judiciaire de Liège

Localisation de l'arrondissement judiciaire de Liège, après la fusion des arrondissements judiciaires de 2014.

Cet article court présente un sujet plus développé dans : Arrondissement judiciaire de Huy, Arrondissement judiciaire de Liège (avant 2014) et Arrondissement judiciaire de Verviers.
L'arrondissement judiciaire de Liège (dit aussi arrondissement judiciaire de la province de Liège) est depuis le 1er avril 2014 l'un des 12 arrondissements judiciaires de Belgique. Il est le résultat de la fusion des arrondissements judiciaires de Huy, Liège et Verviers et dépend du ressort de la Cour d'appel de Liège. Il comprend 19 cantons judiciaires, 75 communes et ses limites territoriales coïncident avec la province de Liège à l’exception de l'arrondissement judiciaire d'Eupen.